# Collide with the Sky
Collide with the Sky ist das dritte Album der US-amerikanischen Post-Hardcore-Band Pierce the Veil. Es wurde am 17. Juli 2012 weltweit über Fearless Records veröffentlicht. Es ist das Nachfolger-Album von Selfish Machines und das erste Album der Band bei Fearless.
Es erreichte Platz 40 in den kanadischen Albumcharts und den 12. Platz in den offiziellen US-Charts von Billboard. Eine Woche nach Veröffentlichung des Albums wurden bereits 12.000 Tonträger vertrieben. Eine Zählung im Mai 2013 ergaben, dass sich die Verkaufszahlen des Albums so gut wie verzehnfacht habe. Die Gruppe spielte auf der Warped Tour, um für das Album zu werben. Es folgten mehrere Konzertreisen durch die USA, Europa, Australien, Südostasien und Südamerika, wo die Gruppe hauptsächlich Stücke aus dem Album spielten. 2013 spielte Pierce the Veil erstmals bei Rock am Ring und Rock im Park.
Zum Album erschienen mit King for a Day, Bulls in the Bronx und Hell Above drei Singleauskopplungen. Zu King for a Day und Bulls in the Bronx wurden Musikvideos gedreht und über der VEVO-Präsenz der Band auf YouTube veröffentlicht. Fearless Records stellte das komplette Album ebenfalls auf ihrem Youtube-Profil online.

## Produktion und Veröffentlichung
Am 23. August 2011 gab Pierce the Veil bekannt bei Fearless Records einen Plattenvertrag unterschrieben zu haben. Am 22. Dezember 2011 verkündeten die Musiker, dass sie im Jahr 2012 das Studio beziehen wollen. Sänger Vic Fuentes beendete vier Tage (26. Dezember) später die Schreibarten. Die Arbeiten an den Songs begannen die Musiker während ihrer Wintertour mit The Amity Affliction, Miss May I, Woe, Is Me und letlive.
Die Band flog im Februar 2012 nach Elmwood Park, New Jersey, wo sie gemeinsam mit den Produzenten Dan Korneff und Kato Khandwala in den House of Loud Studios (auch Bands wie Paramore, Breaking Benjamin und Underoath nahmen dort ihre Alben auf) das Album aufnahmen. Die Schlagzeugaufnahmen fanden in einem separaten Studioraum statt. Den Kontakt zu den beiden Produzenten hat die Gruppe dank den Labelkollegen Mayday Parade knüpfen können, die bereits mehrfach mit denen in der Vergangenheit zusammengearbeitet haben. Laut Vic Fuentes wurden die Stücke einzeln erarbeitet, was bei dem Vorgänger-Album Selfish Machines nicht der Fall war. Die Arbeiten dauerten bis April 2012. Das Album wurde am 17. Juli 2013 weltweit veröffentlicht.
Die erste Single, King for a Day, erschien am 5. Juni 2012. In dem Stück ist Sleeping-with-Sirens-Sänger Kellin Quinn zu hören. Am 26. Juni 2012 folgte mit Bulls in the Bronx die zweite Singleauskopplung. Die dritte Single, Hell Above, erschien am 21. Dezember 2012 – nach der Veröffentlichung des Albums. Zu King for a Day und Bulls in the Bronx erschien jeweils ein Musikvideo. Letzteres wurde am 7. Mai 2013 auf YouTube online gestellt. Zu King for a Day erschien das Video am 6. August 2012. Beide Videos sind in Deutschland nicht abrufbar.
Collide with the Sky wurde als Jewelcase veröffentlicht. Die Aufmachung zeigt ein Mädchen das vom Himmel in eine Hausruine stürzt. Laut Vic Fuentes soll das Thema des Covers Hoffnung versprühen, wenn der Boden aufgrund Chaos und Problemen im sozialen Umfeld unter den Füßen zerfällt.

„The theme to the album artwork is 'jumping off of the ground that is breaking beneath you.' The idea is to inspire hope amongst the chaos that may be happening around you. If the ground was breaking beneath your feet, your first reaction may be to run and jump to safety, and it's that moment where you are suspended in the air that I am focusing on. A still frame where you're not sure if the person is falling or flying. It's about freeing yourself from the things that are breaking or falling apart in your life, and inspiring a sense of hope from the desperation.“

## Albumausgaben
Collide with the Sky wurde als Download, auf CD und Vinyl-Schallplatte veröffentlicht. Am 25. November 2013 erschien eine Special-Edition des Albums mit der Zusatz-DVD auf dem die einstündige Dokumentation This Is a Wasteland, sowie die Musikvideos zu King for a Day, Bulls in the Bronx und Hell Above auffindbar sind:
- Collide with the Sky: CD mit zwölf Titeln
- Collide with the Sky Deluxe Edition: CD mit zwölf Titeln und Bonus-DVD (auch als Download verfügbar)
- Collide with the Sky: Electric Blue Vinyl, limitiert auf 1,500 Kopien (ausverkauft)
- Collide with the Sky: Coce Bottle Green with Blue Vinyl, limitiert auf 1,500 Kopien (ausverkauft)
- Collide with the Sky: Coce Bottle Green with Bone Vinyl, limitiert auf 1,500 Kopien
- Collide with the Sky: White Vinyl, limitiert auf 1.000 Kopien (ausverkauft)
- Collide with the Sky: Pictured Vinyl, limitiert auf 2.000 Kopien
- Collide with the Sky: Pink Vinyl, limitiert auf 2.000 Kopien (im Rahmen des Projektes „Ten Bands One Cause Programms“ für den Brustkrebsmonat Oktober)[8]

## Musikstil

### Musik
Die Musik auf Collide with the Sky kann als moderner Post-Hardcore beschrieben werden. Bei der Instrumentalisierung setzt die Gruppe verstärkt auf das Gitarrenspiel. Im Vergleich zum Vorgänger Selfish Machines wurden auch verstärkt auf Keyboards um den Sound auf Collide with the Sky melodischer zu gestalten. Sänger Vic Fuentes wechselt in manchen Stücken zwischen Screams und Klargesang.
In einem früheren Interview mit dem Alternative Press meinte Fuentes, dass die Gruppe eventuell ein Popmusik-Album aufnehmen würden. Im nächsten Interview mit dem Magazin hieß es, dass die Band immer mit ihren musikalischen Wurzeln arbeiten würde. Diese seien Mix aus schnell gespieltem Punk und „technical thrash stuff“. Es gebe sowohl harte und schnelle als auch langsame, ruhige Stücke auf dem Album zu hören. Die Band sehe sich nicht als eine Metal-Band und habe eine eigene Definition von Härte. Zudem sei die Band froh bei einem Label unter gekommen zu sein, dass die Musiker nicht dazu drängt, Sachen aufzunehmen, bei denen sich die Musiker unwohl fühlen.

### Texte
Die Songtexte werden von den Musikern der Band selbst geschrieben. In den meisten Stücken ist Vic Fuentes hauptverantwortlich für das Schreiben der Texte. In einem Interview mit dem US-amerikanischen Musikmagazin Alternative Press erzählte er, dass er beim Verfassen seiner Texte keinerlei Konzepte verfolge, sondern sich von aktuellen oder familiären Ereignissen, persönlichen Erfahrungen in Beziehungen, auf Tourneen und Freunden inspirieren lasse. Er meint, dass er so all diese Geschehnisse am besten verarbeiten könne.

„I try not to really go with any sort of concept or anything like that. Some bands are very political; some bands only write about love. Our band is always about what has recently happened, whatever is happening in our families, in our lives, our relationships, our tours and our friends. Whatever is weighing heavy in our minds is going to come out.“

Das Stück Bulls in the Bronx wurde für Olivia Penpraze geschrieben. Aufgrund von heftigem Cyber-Mobbing über einem längeren Zeitraum hinweg, veröffentlichte sie unter anderem auf Tumblr und YouTube ein Video zu ihrer Geschichte und ihrem Plan ihr Leben zu beenden. Sie erhängte sich am 3. April 2012. Sie war ein Fan der Band gewesen. Auch der Titel Hold on Till May soll ein Andenken an Penpraze darstellen.

„"Bulls in the Bronx" has a crazy story to it. It’s a sad story, but it inspired the song. It’s about this girl who is 16, and her friends wrote to me and said she recently committed suicide, along with a link to her Tumblr page. It was one of the most haunting things I’ve ever seen. It’s so sad because she was such a sweet-looking girl too. There were things on there where she would say how she thought she was worthless, ugly, and all this crazy stuff. That whole thing really stuck with me for a while, and I wrote this song about her.“

## This is a Wasteland
Am 25. November 2013 wurde Collide with the Sky in Europa neu aufgelegt. Die DVD erschien in den Vereinigten Staaten bereits am 11. November 2013. Bei This is a Wasteland handelt es sich um eine knapp einstündige Tourdokumentation, welche die Gruppe auf ihrer Welttournee begleitet. Auf dieser DVD sind außerdem die Musikvideos zu den Singles King for a Day, Hell Above und Bulls in the Bronx zu finden.

## Rezeption

### Promotion
→ Hauptartikel: Collide with the Sky World Tour

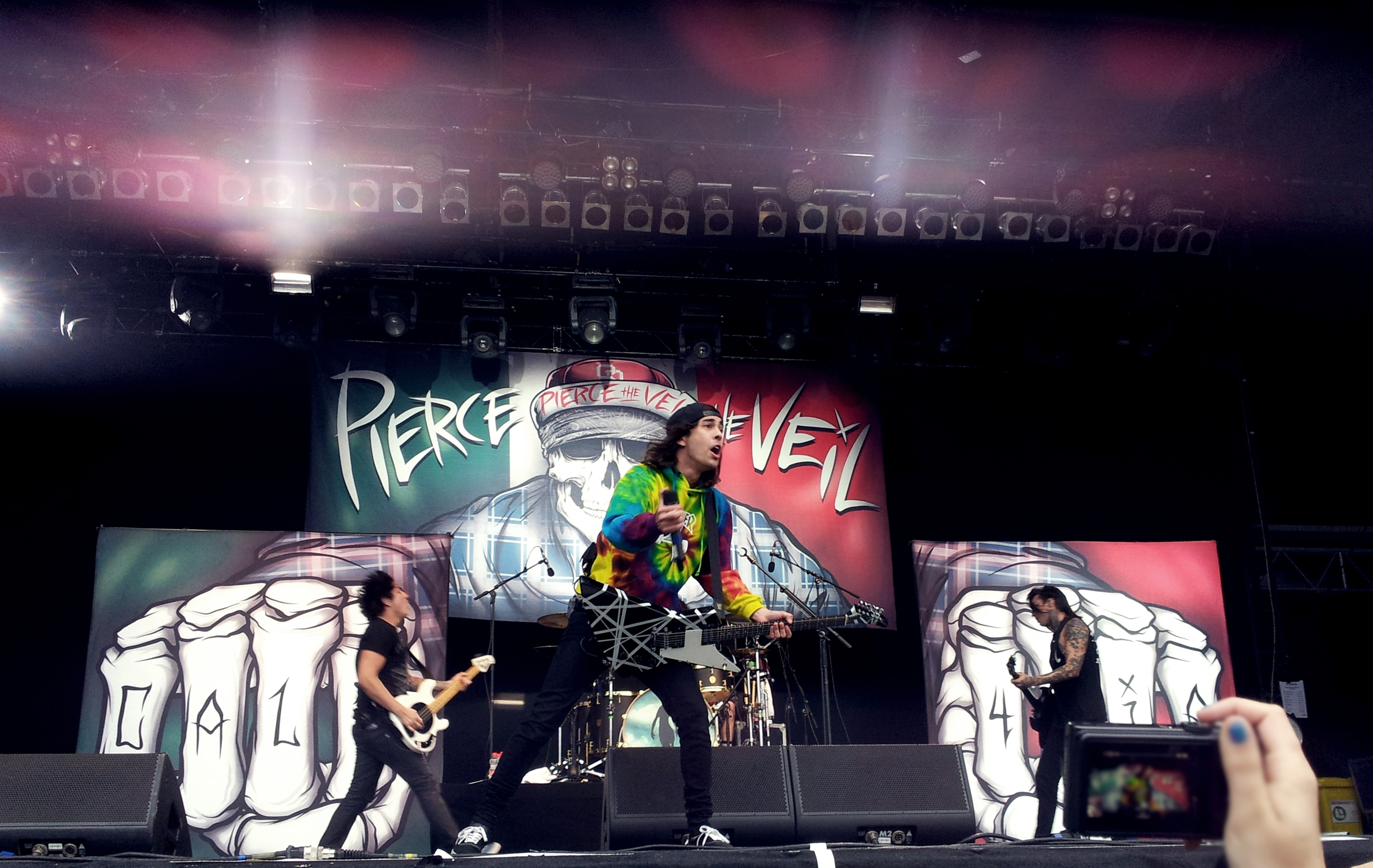
Pierce the Veil bei Rock am Ring

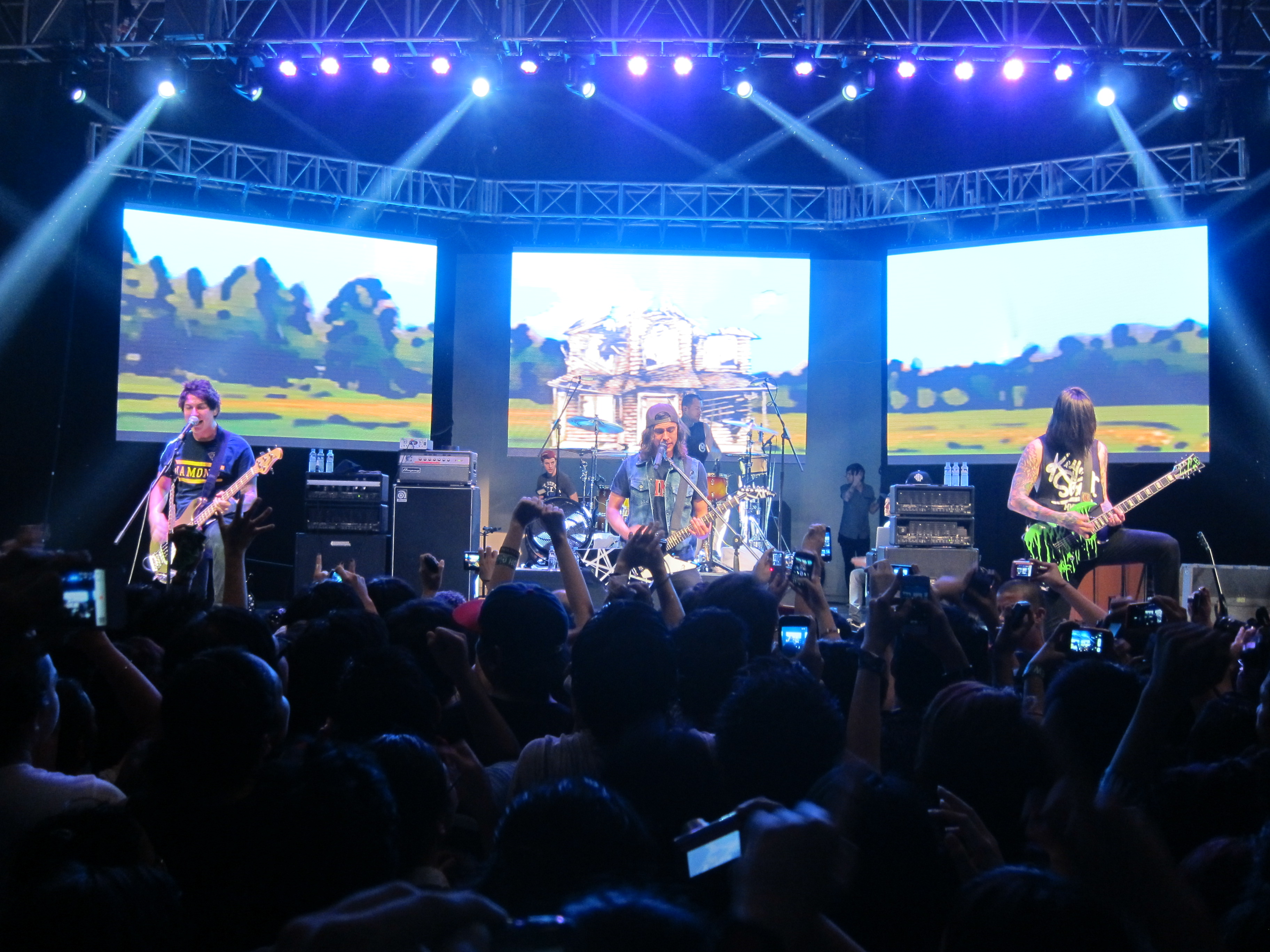
Pierce the Veil in Quezon City, Philippinen

Die Gruppe spielte zwischen dem 16. Juni 2012 und dem 5. August 2012 auf allen 42 Shows der Warped Tour in den Vereinigten Staaten und Kanada. Aufgrund der Tatsache, dass die Band ihr Album während des Tourneeverlaufs veröffentlichen wird, durfte diese während der gesamten Konzertreise auf der Hauptbühne auftreten.
Im Oktober 2012 folgte eine USA-Konzertreise unter dem Namen Collide with the Sky Tour, bei der Sleeping with Sirens, Hands Like Houses und Tonight Alive die Band als Support begleiteten. Die Tour endete am 21. November 2012 und umfasste 32 Konzerte. Zuvor spielte die Gruppe ihre erste Headliner-Tournee durch das Vereinigte Königreich. Diese fand zwischen dem 16. und 28. September 2012 statt, umfasste elf Shows und wurde von Crown the Empire begleitet.
Im Februar 2013 folgte eine Südostasien-Tournee als Co-Headliner mit Sleeping with Sirens. Am 15. Februar 2013 wurde aufgrund einer riesigen Nachfrage ein Zusatz-Konzert in Singapur angesetzt. Kurz darauf folgte ein Auftritt auf dem fünf Konzerte umfassende Soundwave Festival in Australien. Danach ging die Band mit Memphis May Fire, Issues und letlive. auf USA-Tournee. Die Konzertreise hieß Street Youth Rising Now Tour. Es folgte mit der Spring Fever Tour eine weitere USA-Konzertreise, dieses Mal mit All Time Low, You Me at Six und Mayday Parade. Im Mai war die Gruppe erneut im Vereinigten Königreich und in der Republik Irland zu sehen. Als Special-Guest traten Woe, Is Me auf. Im Juni spielte die Band erstmals auf den deutschen Musikfestivals Rock am Ring und Rock im Park. Einen Monat später folgte die erste Konzertreise durch Südamerika. Im August folgte eine Kanada-Tournee als Support für A Day to Remember. Als weiterer Support spielte The Ghost Inside. A Day to Remember und Pierce the Veil spielten wenige Wochen später erneut gemeinsam eine Konzertreise, die House Party Tour. Im November war Pierce the Veil als Support für Bring Me the Horizon auf deren Sempinternal Europatour zu sehen. Aufgrund großer Nachfrage wurden weitere Konzerte zur UK-Tour hinzugefügt. Die Zusatzshows fanden in Birmingham, Manchester und London statt. Die Konzertreise endete am 8. Dezember 2013 in Helsinki, Finnland. Insgesamt spielte die Band 223 Konzerte, um für das Album zu werben.

### Kritiken

#### Englischsprachig
Victoria Patneaude von Alter the Press! beschrieb das Album größtenteils positiv. Als einzige negative Kritik vertrat sie die Meinung, dass Collide with the Sky dem Hörer kaum Zeit zum Durchschnaufen habe. Sie sagt, dass Pierce the Veil eine der wenigen Bands sei, die es schafft ihre Fans nicht von Beginn eines Albums an zu vergraulen. Patneaude vergab 4 von 5 möglichen Punkten. Auch die Nutzer der Musikplattform Ultimate-Guitar waren überwiegend begeistert von dem Album. Auch hier erhielt die Platte vier von fünf Sternen.
Auf Under the Gun heißt es unter anderem, dass es schwer sei, die Songs der Gruppe nicht zu mögen. Als Grund nannte der Kritiker die Tiefgründigkeit der meisten Stücke. Als Beispiel wurde das Lied A Match Into Water genannt, dass für einen weiblichen Fan der Band geschrieben wurde, die an Brustkrebs erkrankte und ihren Kampf mit dem Krebs beschreibt. Der Kritiker vergab 9 Punkte.
Rob Sayce vom britischen Rock Sound Magazin beschrieb das dritte Album der Gruppe als einen „puristischen Alptraum“ mit dem Pierce the Veil jedoch in der Lage seien im Europäischen Musikmarkt in der oberen Liga mitzuspielen. Er vergab der Platte 7 Punkte. Sarah Angell vom Big Cheese ist der Meinung, dass Pierce the Veil mit Collide with the Sky zu einem Schwergewicht des Post-Hardcore werden könnte. Allerdings weise das Album mehrere Schwächen auf. Angell vergab drei von fünf Sternen.

#### Deutschsprachig
Kai schrieb auf der Musikplattform Burn Your Ears, dass er sich mit gemischten Gefühlen an Collide with the Sky herangetastet habe, was er mit den musikalischen Unterschieden (insbesondere dem Gesang) zu den beiden Vorgänger-Alben A Flair for the Dramatic und Selfish Machines begründet. Er beschreibt die Gruppe als eine „überdrehte Version von ‚Falling in Reverse‘“ und ist der Meinung, dass die Gruppe ihre härteren Parts überzeugender herüberbringen als zuvor. Er vergleicht die Band mit Alesana, zudem ordnet der Kritiker die Gruppe als Screamo ein. Sebastian Berning von Powermetal.de vergab 8 von 10 möglichen Punkten. Er beschrieb, dass die Gruppe im Vergleich zu den beiden Vorgängern wenig am Sound verändert habe, aber der Wechsel von schnell auf langsam sowie soft auf hart (und umgekehrt) viel „homogener“ erscheint. Einzig den Schlusstitel Hold on Till May empfindet er als langweilig und uninspiriert, während A Match Into Water von Anfang an überzeugen konnte.
Florian Krapp vom deutschen Metal Hammer beschrieb die Songs auf Collide with the Sky zwar als energievoll, jedoch bleiben die Refrains ungewollt liegen. Auch die Stimme des Sängers wird als gewöhnungsbedürftig empfunden. Als Höhepunkte beschreibt Krapp die seiner Meinung nach „verspielten Prog-Rock-Passagen“, die zeitweise hörbaren spanischen Gitarren und den klasse Sound des Albums. Die Songtexte hingegen empfindet der Kritiker wiederum als zu weichgespült. Metal Hammer vergab 4 von 7 Punkten.
Stephan Busam beschreibt, dass Collide with the Sky ein ausdrucksstarkes und gut durchspieltes Album darstelle, dass vor allem Fans von The Used gefallen dürfte. Er vergab 7 von 10 Punkten.

### Auszeichnungen
- Kerrang! Awards
  - 2013: Bestes Video für King for a Day (gewonnen)
  - 2013: Beste Single für King for a Day (nominiert)
- Dead Press Reader Awards
  - 2012: Album of the Year (1. Platz)
- Alternative Press Reader's Poll
  - 2012: Album of the Year (1. Platz)
  - 2012: Video of the Year (für King for a Day, 1. Platz)
  - 2012: Album Cover of the Year (1. Platz)
- Revolver Golden Gods Awards
  - 2014: Beste DVD/Video für This Is a Wasteland (gewonnen)

## Kommerzieller Erfolg

### Chartplatzierungen
Collide with the Sky verkaufte sich innerhalb der ersten Woche nach der Veröffentlichung knapp 27.000-mal und erreichte Platz 12 in den offiziellen US-Charts (ermittelt durch das Magazin Billboard). In Kanada stieg das Album auf Platz 40 ein. Bei den britischen Kerrang! Awards wurde die Gruppe viermal nominiert. King for a Day wurde in der Kategorie Beste Single und Bestes Video nominiert. Die Gruppe gewann in der Kategorie Bestes Video. Bei den Leservotings des Alternative Press belegte Collide with the Sky den ersten Platz. Auch wählten die Leser des britischen Dead Press Collide with the Sky zum Album des Jahres 2012. Bis Mai 2013 verkaufte sich der Tonträger ca. 120.000-mal weltweit. Das Album wurde am 16. Juni 2012 „geleakt“, das heißt, es wurde Wochen vor der eigentlichen Veröffentlichung im Internet zugänglich gemacht. Allerdings hatte die illegale Veröffentlichung kaum Auswirkungen auf den späteren Release des Albums. Durch die Neuauflage der CD, welche zusammen mit der Tour-DVD This Is a Wasteland erschien, konnte das Album weitere 15.000-mal in den USA verkauft werden, sodass die verkaufte Auflage des Albums auf 180.000 Tonträger stieg. Außerdem konnte sich das Album Ende 2013 erneut in den Charts einsteigen, auf Platz 62. Im August 2014 hieß es, dass sich das Album annähernd eine viertel Millionen verkauft habe. Am 18. Juni 2015 später hieß es, dass das Album inzwischen knapp 300.000-mal über die Ladentheke wanderte. Zum 18. März 2016 wanderte Collide with the Sky knapp 350.000 mal über die Ladentheke. Am 6. Oktober 2016 wurde das Album in den Vereinigten Staaten mit einer Goldenen Schallplatte für 500.000 verkaufter Tonträger ausgezeichnet. Im Vereinigten Königreich konnte das Album sich zwar nicht in den offiziellen Albumcharts platzieren, allerdings stieg es im August 2012 auf Platz 21 der besten Rock & Metal Albumcharts und auf Platz 40 der Independent Albumcharts ein.
Am 8. November 2014 wurde die erste Single des Albums, King for a Day, von der RIAA mit einer Goldenen Schallplatte für mehr als 500.000 vertriebenen Einheiten in den USA ausgezeichnet. Das Lied wurde in die Liste der spielbaren Lieder des Spieles Guitar Hero Live aufgenommen.

### Auszeichnungen für Musikverkäufe
| Land/Region                  | Auszeichnungen für Musikverkäufe (Land/Region, Auszeichnung, Verkäufe) | Verkäufe |
| ---------------------------- | ---------------------------------------------------------------------- | -------- |
| Vereinigte Staaten (RIAA)    | Gold                                                                   | 500.000  |
| Vereinigtes Königreich (BPI) | Gold                                                                   | 100.000  |
| Insgesamt                    | 2× Gold ·                                                              | 600.000  |

## Kontroverse
Das Cover des Albums löste eine kleinere Kontroverse aus, da es laut des Portals AbsolutePunk eine größere Ähnlichkeit mit dem 2011 veröffentlichten Design Escape des Grafikdesigners Daniel Danger gab. Die Gruppe gab in einem Statement an, Danger kontaktiert zu haben, um die Erlaubnis für die Nutzung des Werkes zu erhalten. Dieser habe sich jedoch nicht gemeldet, sodass die Musiker einen weiteren Designer engagierten, um ein ähnliches Bild anzufertigen.